# Димитър Ганев (актьор, р. 1967)
Вижте пояснителната страница за други личности с името Димитър Ганев.
 За другия актьор със същото име вижте Димитър Ганев (актьор, р. 1954).  
Димитър Ганев е български актьор.
Роден е на 10 април 1967 г. Като дете играе в много филми, сред най-известните от които е „Войната на таралежите“.
Висшето си образование завършва в Софийския университет „Св. Климент Охридски“ със специалност „Право“ и започва да работи като юрисконсулт.

## Филмография
- Памет (1985)
- Рицарят на бялата дама (3-сер. тв, 1982) – Тото
- Войната на таралежите (5-сер. тв, 1978) – Маляка
- Хирурзи (1977) – синът на д-р Панов
- Осъдени души (1975) – (не е посочен в надписите на филма)
- Изпити по никое време (1974), 2 новели - Марко в (1-ва: „Изкушение“)
- Къщи без огради (1974) - Ванчо
- Деца играят вън (тв, 1973) – Юли 1